# 自己批評番組
自己批評番組（じこひひょうばんぐみ）は、日本において放送事業者が放送する番組の批評や放送番組審議会の内容を放送する番組のことである。

## 概要
1980年代以降、放送上の不祥事が相次ぎ、放送事業者に対する批判が相次ぐようになった。放送事業者は単発で自己検証・批評を行ってきたが、それでは反省が生かされないという問題が指摘された。このため国は方針を転換し、審議の報告と自己批評を併せて定期的に放送するよう求めるようになった。原則月1回放送するよう求められているが、テレビとラジオを兼営する地上基幹放送事業者は、どちらか一方での放送でもよい。この場合、送り手の顔が見えるということから、テレビを選択している事業者が多い。
番組審議委員会の審議内容公表自体は、放送法第6条第4項に放送事業者の義務として定められている。各社ともウェブサイトに審議内容を公表している。中には議事録そのものを公開している事業者もある。
放送番組審議会も参照。

## 番組一覧
※印は、審議報告のみの番組である。主に小規模事業者がこの方式である。

### 日本放送協会
- あなたの声に答えます（総合テレビで放送、レギュラー版は日曜 10:05 - 10:30）

1996年3月 - 1999年3月に放送。初期は単発番組として4回放送され、このうち96年3月24日と同年9月22日と97年3月22日では三宅民夫がキャスターを務め、96年12月21日には当時第16代NHK会長であった川口幹夫が出演した。その後、97年4月6日 - 99年3月21日のレギュラー放送では石澤典夫がキャスターを担当した。主にNHKの取り組みや番組制作の舞台裏を紹介したり、視聴者からの質問に集中的に答える回もあった。97年11月からは毎月の中央放送番組審議会の概要が伝えられるようになった。99年4月からは『土曜スタジオパーク』に役割が移譲され、番組名もサブタイトルとして引き継がれた。
- あなたとNHK（総合テレビで放送、日曜 11:00 - 原則毎月第1週は11:30まで、他は11:15まで）

随時、永井多恵子副会長が出演。2007年3月終了。
- 三つのたまご（総合テレビで放送、日曜 11:35 - 11:54 字幕放送、2007年4月スタート）
- とっておきサンデー（総合テレビで放送、日曜 11:00 - 11:54 字幕放送、2011年4月スタート）
- どーも、NHK（総合テレビで日曜11時台後半に放送、2016年4月スタート）

いずれも『あなたとNHK』を引き継ぐ。
- ※放送番組審議委員会○月の審議から（総合テレビで放送、月1回）

「中央」（国内全国番組対象）と「国際」（NHK WORLD対象）の審議委員会については、以前は『土曜スタジオパーク』（土曜 14:00 - 15:00）の中で放送。現在は上記の番組に移行した（月1回、日曜の6:51 - 6:53 どちらも字幕放送あり）。また、ラジオの『NHKガイド』（土曜 8:45 - 8:55 ラジオ第1、NHKワールド･ラジオ日本で放送）でも中央審議会および国際審議会の概要をアナウンスする場合がある。
各地方ブロックの審議委員会については、毎月第2日曜の午前の時間帯に2分間放送（放送時間は編成状況にもよるため不定。関東・甲信越ブロックの審議委員会は字幕放送実施）。

### 民間地上基幹放送事業者
民間地上基幹放送事業者とは、日本放送協会（NHK）と放送大学学園（学園）以外の地上基幹放送事業者のことである。この内、臨時目的放送局とギャップフィラー中継局には放送番組審議会の設置は不要である。

#### 北海道
- 北海道放送：HBC広場〜あなたがご意見番〜（不定期で日曜日の放送。テレビのみ）
- 札幌テレビ：ハイ!STVです（第2日曜 5:45 - 6:00・字幕放送）
- 北海道テレビ：あなたとHTB（偶数月第3日曜 5:30 - 5:50・字幕放送）
- テレビ北海道：こんにちはTVhです。（月末の金曜日に放送・字幕放送）

この番組が始まる以前は「TVh道新ニュース」の中で番組審議会の模様を放送していた。
- 北海道文化放送：Uhb番組Hot Line（第1日曜 6:15 - 6:25）
- STVラジオ：ハイ!STVラジオです（最終日曜 5:30 - 5:40）

STVは分社に伴いテレビとラジオが別会社となっているが、番組は分社化前から別々である。
- AIR-G'：番組審議会だより（第2日曜 5:55 - 6:00）
- FM NORTH WAVE：なし

#### 青森県
- 青森放送：あなたとRAB（テレビ・最終土曜 9:30 - 9:45、ラジオ・最終土曜 6:15 - 6:30）

NHKを含む大半の兼営局がテレビのみで放送している中、珍しく両媒体で放送（音声は両媒体同一の放送）。
- 青森朝日放送：自己批評番組は無いが、番組審議会の内容は月1回『スーパーJチャンネルABA』の中で放送されている。
- 青森テレビ：マンスリーATV（毎月第1金曜 15:55 - 16:10）
- FM青森：エフエム青森インフォメーション（土曜 6:55 - 7:00）

毎週放送しているが、番組審議会の内容は1ヶ月同じ内容を放送している。

#### 岩手県
- IBC岩手放送：番組審議会だより（テレビ:不定期金曜 16:48 - 16:53、ラジオ:不定期 5:25 - 5:30）
- テレビ岩手：あなたと歩むテレビ岩手（不定期火曜 11:50 - 11:55）
- 岩手朝日テレビ：IATスーパーJチャンネル内で審議会の様子を放送
- 岩手めんこいテレビ：めんこいテレビ批評（不定期土曜 4:00 - 4:15）
- FM岩手：FM岩手ホットライン（最終日曜 5:55 - 6:00）

#### 宮城県
- 東北放送：こちらTBCです（テレビで放送、第3日曜 6:15 - 6:30）、番組審議会から（最終日曜 4:55 - 4:57）
- 宮城テレビ放送：※視聴者のみなさまへ （毎月第4土曜 5:51 - 5:53）
- 東日本放送：なし
- 仙台放送：月刊チャンネル寸評（最終土曜 5:10 - 5:30）
- Date fm：番組審議会だより（第2日曜 26:00 - 26:04）

#### 秋田県
- 秋田放送：あなたとABSテレビ（月1回放送 日曜 7:15 - 7:20）
- 秋田朝日放送：番組審議会だより（最終土曜 5:17 - 5:20）
- 秋田テレビ：なし
- FM秋田：なし

#### 山形県
- 山形放送：あなたとYBC（テレビ・最終日曜 4:50 - 5:00、ラジオ・最終土曜 5:30 - 5:40）
- 山形テレビ：なし
- テレビユー山形：なし
- さくらんぼテレビ：月刊さくらんぼテレビ通信（第1日曜 5:25 - 5:30）
- Rhythm Station：なし

#### 福島県
- 福島中央テレビ：あなたと中テレ（年4回、土曜 11:40 - 11:55）
- 福島放送：独立した番組枠は無いが、シェア!のニュースの中で番組審議会の模様を放送する。
- テレビユー福島：TUF番組審議会からのお知らせ（毎月最終日曜朝6:43 - 6:45、EPG上では単独番組扱いではない）
- 福島テレビ：福島テレビ放送番組審議会から（毎月最終日曜日に放送）
- ラジオ福島：なし
- ふくしまFM：独立した番組はないが、番組審議会の模様は月1回『RADIO GROOVE』の中で報告される。
  - 福島民報において、同紙と関連の深い福島テレビ・テレビユー福島・ラジオ福島各局の番組審議会の模様が記事になっている。

#### 関東広域圏
- TBSテレビ：TBSレビュー（第2・第4日曜 5:40 - 6:00、手話放送）
- 日本テレビ：日テレアップDate!（日曜 5:40 - 6:00、字幕放送、解説放送）
- テレビ朝日：はい!テレビ朝日です（日曜 5:00 - 5:20、手話放送、字幕放送）
- テレビ東京：ウオッチ!7（第2・第4日曜 5:20 - 5:30、手話放送）
- フジテレビ：週刊フジテレビ批評（土曜 5:30 - 6:00）
- TBSラジオ：TBSラジオプレス（月曜の『こねくと』内16:50頃）

TBSは分社に伴い、テレビとラジオが別会社となっているので、番組も別々である。
- 文化放送：月刊QR（第3日曜 5:00 - 5:05）
- ニッポン放送：単独の番組枠はないが、『ひろたみゆ紀のサンデー早起き有楽町』（日曜 5:00 - 7:00）内で毎月第1週に放送。

#### 茨城県
- LuckyFM茨城放送：番組審議委員会だより（最終日曜 6:00 - 6:05）

かつては『ブックマークIBS』内で放送。

#### 栃木県
- とちぎテレビ：なし
- 栃木放送：なし
- RADIO BERRY：なし

#### 群馬県
- 群馬テレビ：なし
- FM GUNMA：放送番組審議会報告番組（最終土曜 20:55 - 21:00）

#### 埼玉県
- テレ玉：単独の番組はないが、『マチコミ』（17:00以降のローカル部）内で不定期に番組審議会の内容を放送。
- NACK5：エフエムナックファイブ番組審議委員会情報（『NACK5時ラジ』で第1週目に前月に行われた審議会の模様を伝える）

#### 千葉県
- チバテレビ：単独の番組はないが、『シャキット!』（7時台）内で不定期に番組審議会の内容を放送。
- BAYFM：BAYFMノート（月1回月曜 4:49 - 4:52）

#### 東京都
- TOKYO MX：TOKYO MXからのお知らせ（最終日曜 5:55 - 6:00）
- TOKYO FM：単独の番組枠はないが、『JOGLIS』（土曜 7:00 - 7:20）内で毎月最終週に放送。
- J-WAVE：毎月最終日曜 25:00 - 25:05（『GROWING REED』終了後）に番組審議会の結果を放送。
- InterFM897：毎週日曜のクロージングの前に審議会の結果が放送されることがある。

#### 神奈川県
- tvk：独立した番組枠は無いが、『猫のひたいほどワイド』内で番組審議会の模様や委員から出された意見を放送する。
- ラジオ日本：なし
- FMヨコハマ：月1回、月曜早朝の4:55 - 4:59に放送する。オープニングジングルは放送時間が繰り上がる。

#### 中京広域圏
- CBCテレビ：ウォッチCBC（第3または第4日曜 5:40 - 5:45）
- CBCラジオ：審議会からのお知らせ（第4日曜 7:55 - 7:59）

CBCは分社に伴い、テレビとラジオが別会社となっているので、番組も別々である。
- 東海テレビ：メッセージ1（第4日曜 5:15 - 5:30）
- 中京テレビ：あなたと中京テレビ（第4日曜 5:45 - 6:00、字幕放送）
- メ〜テレ：メ〜テレオンブズ（第1日曜 5:05 - 5:20）
- 東海ラジオ：番組審議会からのお知らせ（最終日曜 6:55 - 7:00）

#### 新潟県
- 新潟放送：番組審議会リポート（最終日曜 24:50 - 24:55）
- テレビ新潟：なし
- 新潟テレビ21：なし
- NST新潟総合テレビ：なし
- FM-NIIGATA：番組審議会から（月1土曜 21:55 - 22:00）

#### 富山県
- 北日本放送：あなたとKNB（第1土曜 11:38 - 11:45、字幕放送）
- チューリップテレビ：チューリップテレビ番組審議会だより（毎月最終日曜 9:54 - 10:00）
- 富山テレビ：BBTスクランブル（最終日曜 5:05 - 5:15、字幕放送）
- FMとやま：番組審議会レポート（第1日曜 7:25 - 7:30）

#### 石川県
- 北陸放送：〔テレビ〕番組ご意見番（毎月最終火曜 10:10 - 10:20）〔ラジオ〕番組ご意見番（毎月最終土曜 5:30 - 5:40）
- 石川テレビ：石川テレビマンスリーノート（毎月最終土曜、時間は不定）
- テレビ金沢：なし
- 北陸朝日放送：なし
- HELLO FIVE：番組審議会からのお知らせ（月1土曜 19:55 - 20:00）

#### 福井県
- 福井放送：あなたとFBC
- 福井テレビ：なし
- FM福井：なし

#### 山梨県
- 山梨放送：あなたとYBS（月1・2回 日曜4:40 - 4:45）
- テレビ山梨：なし
- FM FUJI：なし

#### 長野県
- 信越放送：SBCふれ愛センター（第3日曜 25:15 - 25:25）
- テレビ信州：ふれあいテレビ信州（最終日曜 5:15 - 5:30）
- 長野朝日放送：なし
- 長野放送：おはようNBS（最終日曜 5:50 - 6:00）
- FM長野：サンデー・シャワー～番組審議会から～（不定期日曜 23:55 - 24:00）

#### 岐阜県
- ぎふチャン：主に番組審議会が実施された頃に、ニュースで審議内容を公表。
- FM GIFU：なし

#### 静岡県
- 静岡放送：なし
- 静岡第一テレビ：ふれあいてれび（毎月第1日曜 6:00 - 6:15）
- 静岡朝日テレビ：なし
- テレビ静岡：テレビ静岡 番組審議会リポート（毎月第1日曜 5:25 - 5:30）
- K-MIX：なし

#### 愛知県
- テレビ愛知：なし
- FM AICHI：FM AICHI INFOMATION（最終土曜 5:55 - 6:00）
- ZIP-FM：毎月最終月曜の放送開始前（4:55頃）に「番組審議会レポート」を放送。

#### 三重県
- 三重テレビ：三重テレビ ワイドニュース等のニュースで番組審議会の模様を伝える。
- radio3 FM三重：単独の番組枠はないが、中日新聞三重版の紙面内にある『県民の電波』（名称は変更されている）で審議内容を公表していた（番組審議会が開催された前後）。現在は新年度の審議会の概要などの話題が中日新聞・三重版の紙面に掲載される程度。

#### 近畿広域圏
- 毎日放送：MBSマンスリーリポート（テレビで放送、第1土曜 5:30 - 5:45、字幕放送）

2021年4月以降、ラジオ放送部門が「株式会社MBSラジオ」として分社化され、MBSラジオにも放送番組審議会が設置されたことから、「かめばかむほど亀井希生です!」の毎月最終週の放送分にてMBSラジオの放送番組審議会の内容が公表され、MBSマンスリーリポートではテレビ番組の審議内容のみ放送される。
- ABCテレビ&ABCラジオ：マンスリーABC（テレビで放送、最終土曜 5:08 - 5:20、字幕放送、手話放送）

ABCは分社に伴い、テレビとラジオが別会社となっているが、番組は共通である。
ABCラジオ分はサクサク土曜日 中邨雄二ですの第1週に公表している。
- 関西テレビ：カンテレ通信（第3・最終日曜 6:30 - 7:00、字幕放送、解説放送）
- 読売テレビ：声〜あなたと読売テレビ（第3土曜 5:15 - 5:30、字幕放送）
- ラジオ大阪：単独の番組枠はないが、『OBC広報番組 愛してラジオ大阪』（水曜 23:20 - 23:30）内で毎月最終週に放送。

#### 滋賀県
- びわ湖放送：独立した番組はないが、番組審議会の模様は『ニュース滋賀いろ』の中で不定期に報告される。
- e-radio：なし

#### 京都府
- KBS京都：アクセスKBS（テレビ・第2土曜 17:30 - 17:45、ラジオ・第2日曜 5:00 - 5:15）

両媒体で放送（音声は両媒体同一）。
- α-STATION：※（番組名なし）（最終日曜 5:58 - 6:00）

#### 大阪府
- テレビ大阪：放送番組審議会便り（最終日曜 6:54 - 7:00、字幕放送）
- FM大阪：番審レポート（最終月曜 4:55 - 5:00）
- FM802・FM COCOLO：FM802のホームページに最新の番組審議会の議事録が掲載されている。

FM802とFM COCOLOは2012年4月1日から同一法人による運営となっているため、番組審議会は毎回どちらかで放送されている番組のみが審議の対象となる。

#### 兵庫県
- サンテレビ：こちらサンテレビです（最終日曜 19:55 - 20:00）

サンテレビ発行の番組表では、「こちらサンテレビです 他」と記載されている。
- ラジオ関西：なし
- Kiss FM KOBE：※Kiss MONTHLY REPORT（第1日曜 クロージング前）

#### 奈良県
- 奈良テレビ：なし

#### 和歌山県
- テレビ和歌山：独立した番組はないが、番組審議会の模様は夜の『WTVニュース』の中で不定期に報告される。
- 和歌山放送：なし

#### 鳥取県・島根県
- 山陰放送：BSS番組審議会だより（テレビ・最終金曜 9:55 - 10:00）

両媒体で放送。
- 日本海テレビ：いっちゃんのミカタ（第2日曜 5:25 - 5:30）

「あなたとNKT」から改題。
- 山陰中央テレビ：テレビュー（最終日曜 11:45 - 11:50）
- V-air：なし

#### 岡山県
- RSK山陽放送：独立した番組枠はないが、『RSKイブニングニュース』内で番組審議会の模様を放送する。
- テレビせとうち：なし
- 岡山放送：OHKてれび時評（最終日曜 5:20 - 5:30）
- FM岡山：独立した番組枠はないが、『TWILIGHT PAVEMENT』内で番組審議会の内容を第3木曜の18:15ごろから1分間放送する。

#### 広島県
- 中国放送：RCC番組審議会だより（ラジオで放送。第3土曜 5:10 - 5:15）
- 広島テレビ：あなたと広テレ（月1回程度の放送）
- 広島ホームテレビ：なし
- テレビ新広島：TSS批評（第1日曜 17:25 - 17:30）
- 広島FM：なし

#### 山口県
- テレビ山口：tysの窓（最終日曜 5:25 - 5:30）
- 山口放送：みんなの中にKRY（テレビで放送、最終日曜 5:15 - 5:30）
- 山口朝日放送：なし
- FM山口：なし

#### 徳島県
- 四国放送：なし
- FM徳島：なし

#### 香川県
- 西日本放送：なし
- 瀬戸内海放送：KSBスーパーJチャンネル内で番組審議会の様子を放送
- FM香川：なし

#### 愛媛県
- あいテレビ：ITVレビュー
- 南海放送：なし
- 愛媛朝日テレビ：なし
- テレビ愛媛：あなたとEBC（最終日曜 6:15 - 6:30）
- FM愛媛：なし

#### 高知県
- テレビ高知：なし
- 高知放送：なし
- 高知さんさんテレビ：なし
- Hi-Six：番組審議会から（第1日曜 クロージング前）

#### 福岡県
- RKB毎日放送：番組審議会だより（テレビで放送、最終金曜 5:12 - 5:15）
- 九州朝日放送：KBCの窓（テレビで放送、最終土曜 5:25 - 5:35）
- 福岡放送：あなたとmy channel FBS（第1日曜 5:45 - 6:00）
- TVQ九州放送：放送番組審議会から（月1回日曜 4:57 - 5:00）
- テレビ西日本：月刊TNC批評（月1回日曜 6:15 - 6:30）
- FM FUKUOKA：番組審議会から（最終日曜 23:55 - 24:00）
- CROSS FM：番組審議会のお知らせ（原則最終金曜 5:55 - 5:58）
- LOVE FM：なし

#### 佐賀県
- サガテレビ：月刊stsレポート（最終日曜 6:15 - 6:30）
- FM佐賀：※番組審議会だより（不定期）

#### 長崎県
- 長崎放送：なし
- 長崎国際テレビ：あなたとNIB（第1月曜 11:25 - 11:30）
- 長崎文化放送：なし
- テレビ長崎：なし
- Fm Nagasaki：単独の番組枠はないが、第3日曜のクロージング前に放送。

#### 熊本県
- 熊本放送：RKK番組批評（テレビ・最終日曜 6:30 - 6:40、ラジオ・最終土曜 7:00 - 7:10）

両媒体で放送（音声は両媒体同一）。
- くまもと県民テレビ：あなたとKKT（第1日曜 4:33 - 4:38）
- 熊本朝日放送：独立した番組枠は無いが、番組審議会が実施された頃に『くまパワNEWS』のニュースの中で番組審議会の模様を伝える。
- テレビ熊本：TKUテレビ批評（月1回日曜 6:15 - 6:30）
- エフエム・クマモト：なし

#### 大分県
- 大分放送：実施された日の「OBSイブニングニュース」内で番組審議会の模様を伝える。
- テレビ大分：なし
- 大分朝日放送：番組審議会からのお知らせ（土曜早朝）
- Air-Radio FM88：なし

#### 宮崎県
- 宮崎放送：MRT番審だより（テレビで放送、原則最終月曜 15:55 - 16:00）
- テレビ宮崎：UMK番組批評（3・6・9・12月の第1日曜 5:10 - 5:30）
- JOY FM：なし

#### 鹿児島県
- 南日本放送：番組審議会だより（テレビで放送、第3金曜 25:57 - ）
- 鹿児島読売テレビ：『KYT news every.』内・「KYTストレイトニュース」内で報告（毎月不定期）。（かつては『KYT Newsリアルタイム』内・「KYTニュースダッシュ」内で放送）
- 鹿児島放送：ビビッドメッセージ（第3金曜 5:15 - 5:20）
- 鹿児島テレビ：月刊KTS批評（最終日曜 5:15 - 5:20）
- μFM：μパブリック（毎週土曜 7:22 - 7:27）で毎月最終週に報告。

#### 沖縄県
- 琉球放送：1000人の言葉（テレビで放送、最終土曜 6:00 - 6:15）
- 琉球朝日放送：ハイ!QABです（不定期放送）
- 沖縄テレビ：あなたとOTV（最終日曜 6:11 - 6:15）
- ラジオ沖縄：なし
- FM沖縄：FMインフォメーション（最終日曜 23:55 - 24:00）

#### 全国
- ラジオNIKKEI：※ラジオNIKKEI放送番組審議会から（最終日曜 8:45 - 8:50）

注：コミュニティ放送については省略

### 民間衛星基幹放送事業者
民間衛星基幹放送事業者とは、NHKと学園以外の衛星基幹放送事業者のことである。
- BS日テレ：なし
- BS朝日：なし
- BS-TBS：なし
- BSテレビ東京：※BSテレ東 EYE（不定期日曜 5:35 - 5:36）
- BSフジ：なし
- BS11：なし
- TwellV：なし
- BS松竹東急：※BS松竹東急Plus（不定期）
- BSJapanext：※BSJapanext番組審議会 開催報告（不定期）
- BSよしもと：なし
- WOWOWプラス：※株式会社WOWOWプラス 番組審議会（第4火曜 5:50 - 6:00ほか）
- 日本映画専門チャンネル：※日本映画放送株式会社 番組審議会（第3週の平日 29:50 - 30:00）

BSテレビ東京以外のキー局系放送事業者では2019年頃より、データ放送に番組審議会報告を掲載している。
有料BS放送の事業者で番組審議会を放送する場合はノンスクランブルで放送している。

### 移動受信用地上基幹放送事業者
- 北日本マルチメディア放送：なし
- 中日本マルチメディア放送：なし
- 大阪マルチメディア放送：なし

### 登録一般放送事業者
一般放送事業者の内、衛星一般放送事業者と一定規模以上の有線テレビジョン放送事業者は総務大臣の登録を要するとともに番組審議会も設置を要する。